# Camera della Badessa

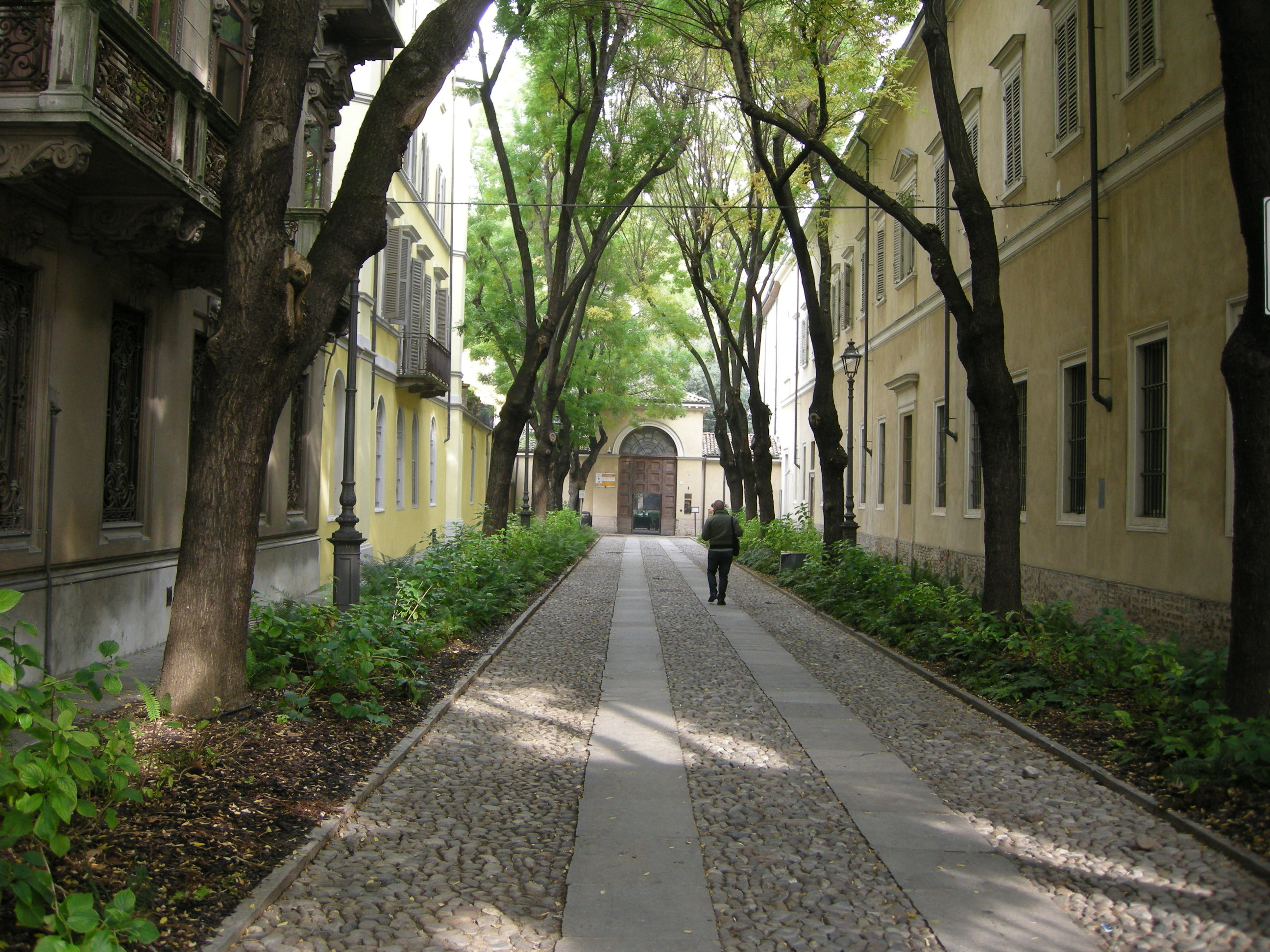
Parma, Monastero di San Paolo, viale di accesso

La Camera della Badessa o Camera di San Paolo è un ambiente dell'ex monastero di San Paolo a Parma, celebre per essere stato affrescato nel 1518-1519 dal Correggio. La decorazione comprende la volta (697x645 cm) e la cappa del camino, ed è incentrata sul tema della dea Diana e delle rispondenze filosofico-mitologiche.

## Storia

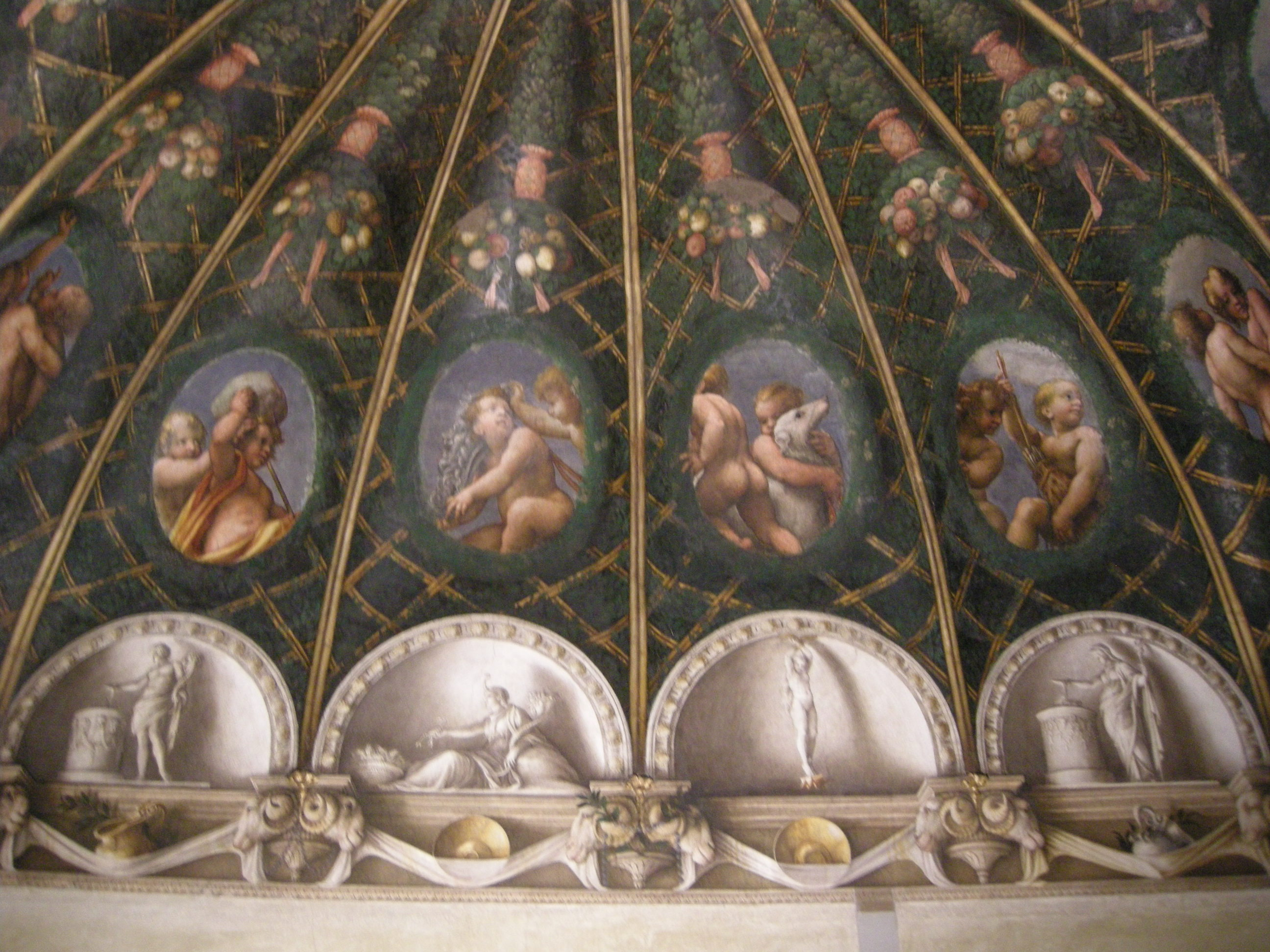
La parete est

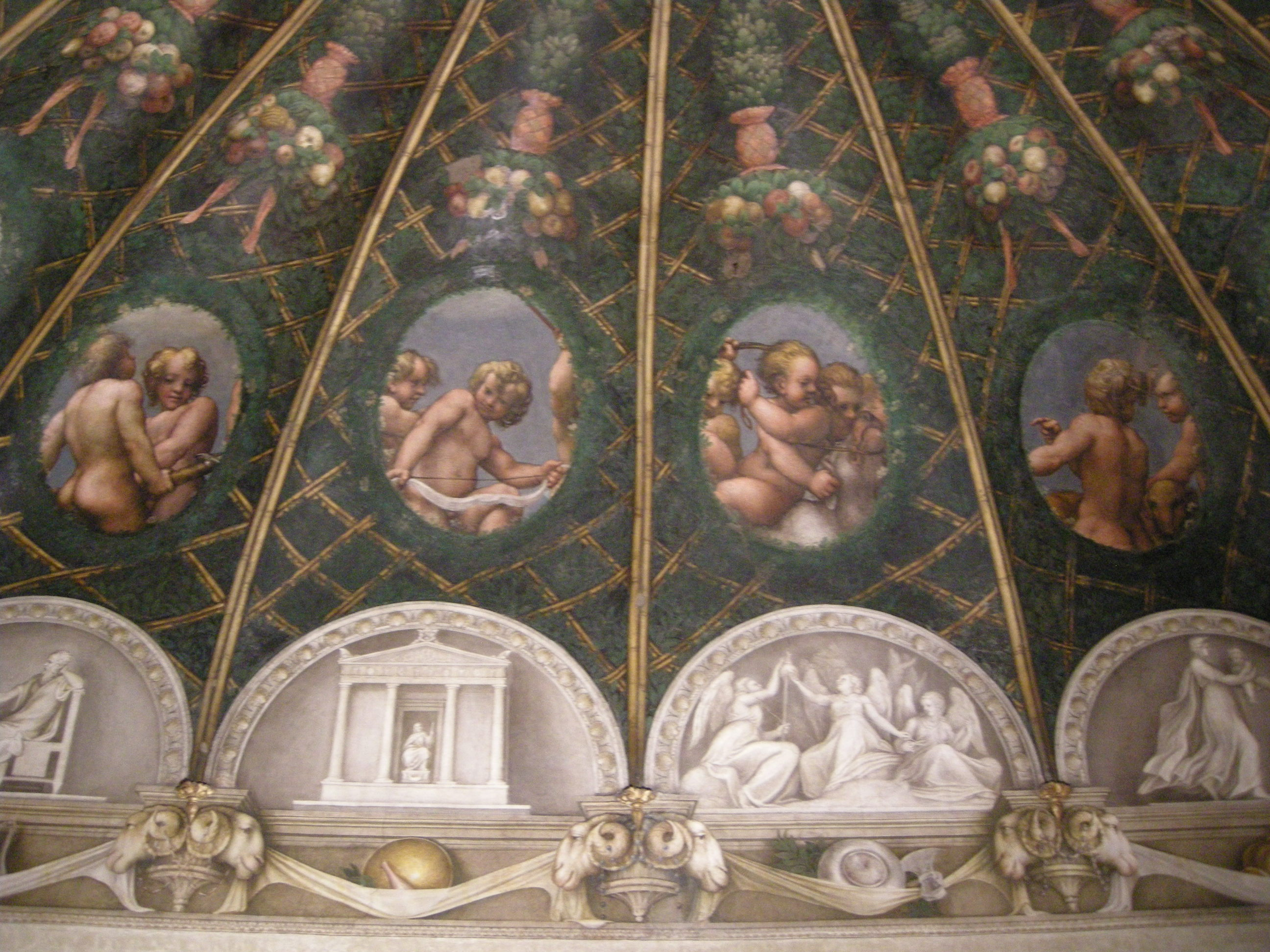
La parete sud

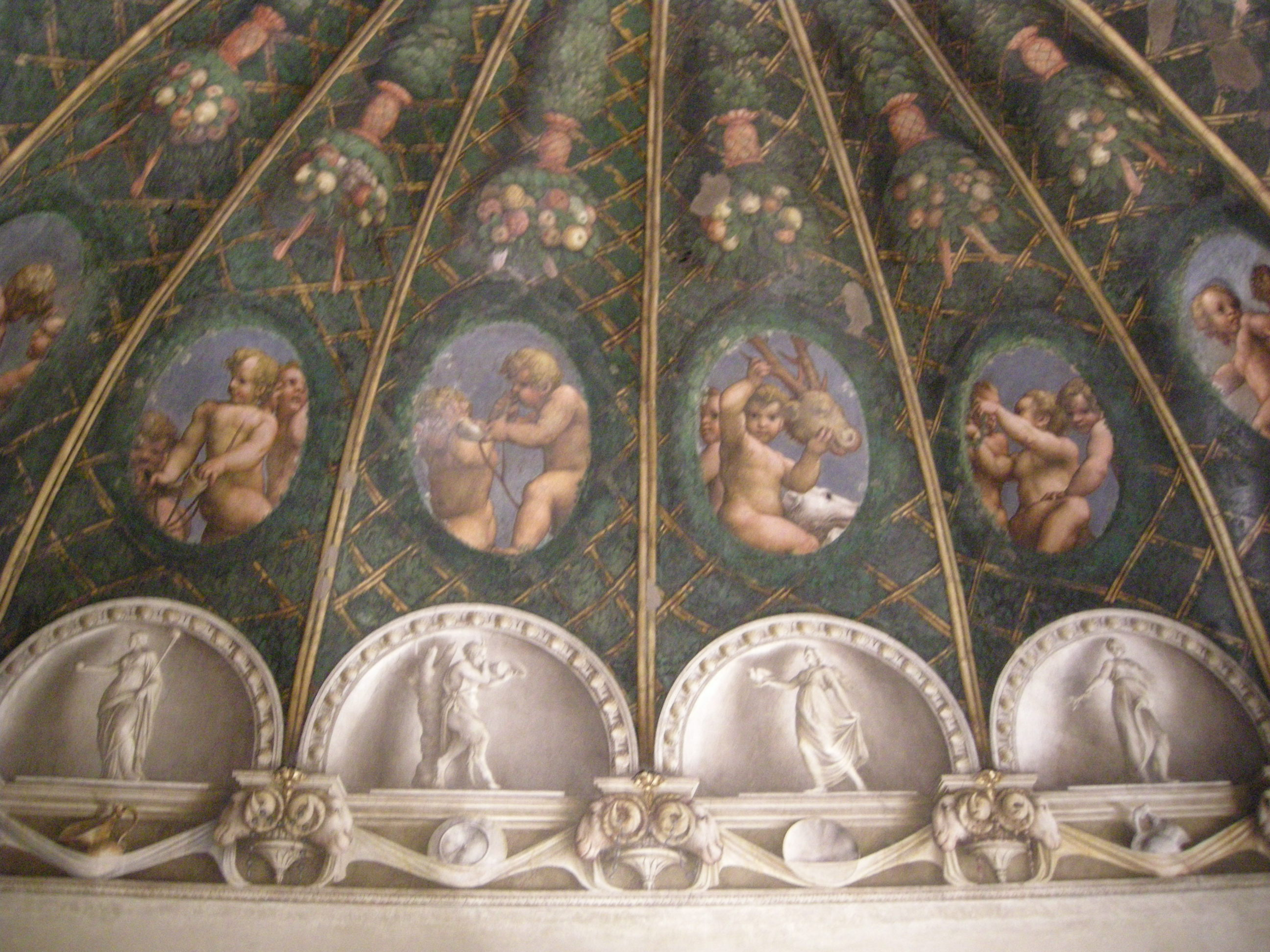
La parete ovest

La badessa Giovanna Piacenza nei primi dieci anni del suo superiorato avviò una sistemazione architettonica e pittorica del monastero, che nel 1514 culminò con la decorazione ad affresco di una volta in una stanza del suo appartamento privato da parte di Alessandro Araldi. Questo lavoro, ricco di citazioni bibliche e classicheggianti, fu senz'altro ambizioso, ma impostato ancora a schemi quattrocenteschi (si pensi alla volta Sala delle Udienze del Collegio del Cambio di Perugino). Pochi anni dopo infatti, forse su suggerimento di uno dei suoi numerosi corrispondenti, chiamò ad affrescare un'altra stanza attigua un pittore più giovane e più aggiornato sulla "maniera moderna", il Correggio, che verso il 1519 la raggiunse a Parma trasferendosi dalla sua città natale. Nessun documento di allogazione di quest'opera è giunto fino a noi ma considerazioni di ordine stilistico unite alla documentazione relativa alla committente dell'opera inducono a pensare a un'esecuzione intorno al 1519. Non sappiamo come il Correggio sia entrato in contatto con la badessa ma, dato che il monastero di San Paolo era benedettino, è possibile che abbiano giocato un ruolo i rapporti che l'artista aveva avuto con i benedettini di San Benedetto Po (Mantova).
Non è suffragata dalle fonti la conoscenza da parte di Correggio dei recenti traguardi del Rinascimento romano, ma alcuni motivi della Camera fanno pensare a una conoscenza abbastanza sviluppata di Raffaello e di lavori come la Stanza della Segnatura e la Loggia di Psiche (quest'ultima ancora in lavorazione). A Roma forse l'artista vide anche la perduta cappella del Belvedere di Mantegna (1480 circa, perduta ma descritta da Chattard nel Settecento), possibile fonte di ispirazione ulteriore.
Anche una visita a Milano è stata spesso richiamata dagli studiosi per spiegare le affinità del giovane Correggio con Leonardo; del resto la capitale lombarda non era così lontana da Parma e anche a un pittore di minor levatura rispetto al Correggio, quale Alessandro Araldi, era stato richiesto da Cecilia Bergonzi, badessa del monastero prima di Giovanna da Piacenza, di recarsi a vedere il "Cenaculo" vinciano. Un ricordo di quest'opera fondamentale sembra celarsi in alcuni marginalia quali le “tazze, boccali et altri vasellami” descritti con cura negli effetti che la luce si diverte a creare sulle superfici metalliche in maniera non dissimile da quanto Leonardo aveva ostentato sulla tovaglia di fiandra leonardesca.
Si può notare anche una somiglianza con la Sala delle asse, affrescata da Leonardo al castello Sforzesco.

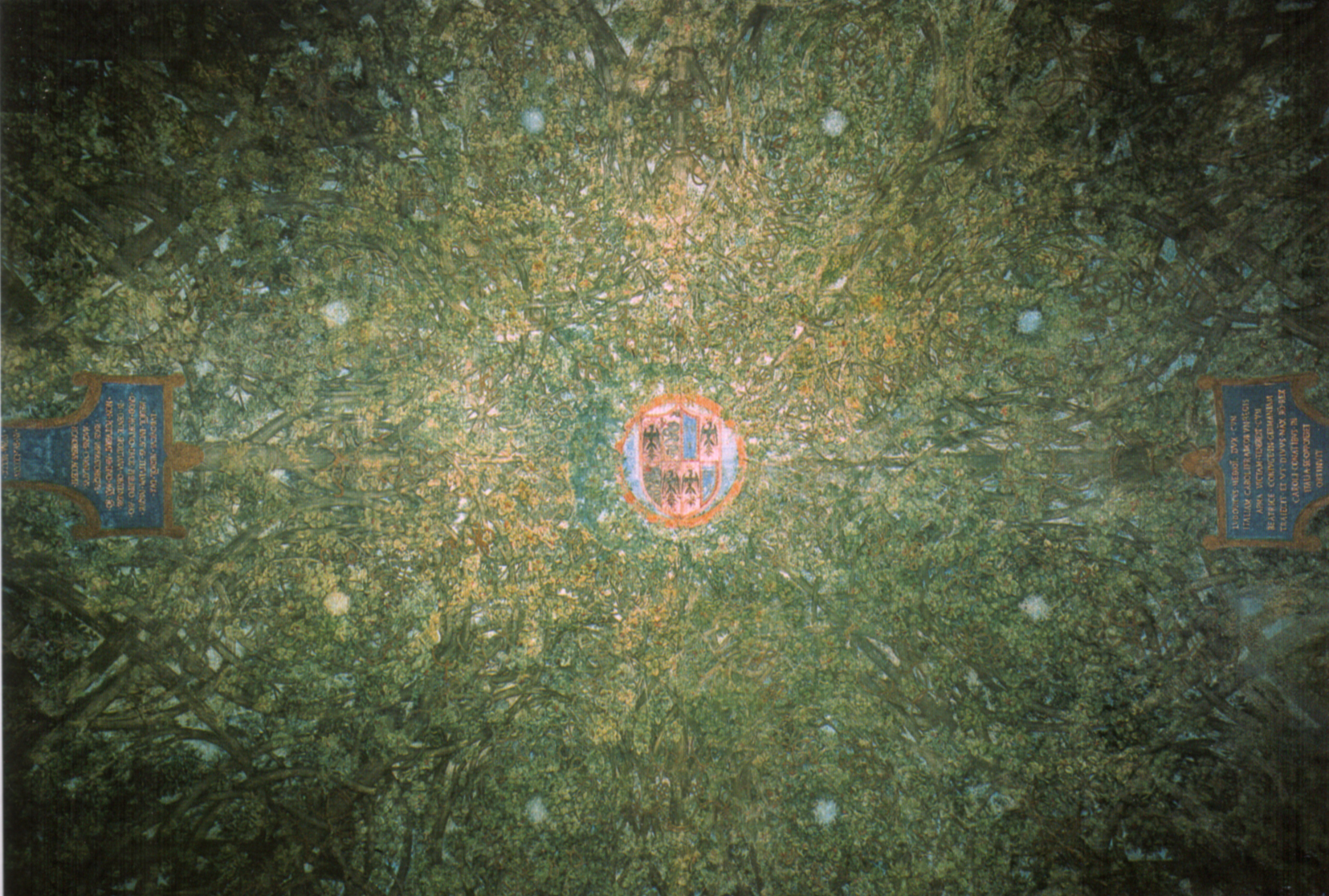
Leonardo, decorazione della sala delle asse nel castello sforzesco, con stemma al centro

La decorazione dovette procedere spedita e già nel 1520 essere completata. Per Correggio si trattò del primo capolavoro ad affresco e segnò l'avvio di un decennio fortunatissimo, in cui si concentrarono i suoi più grandi capolavori a Parma, come la cupola del Duomo di Parma e del ciclo di affreschi nella chiesa di San Giovanni Evangelista.
La Camera stessa segnò un nuovo traguardo nell'illusionismo pittorico e venne ammirata e citata da pittori, anche se solo per un breve frangente. In primis Parmigianino, che stilò una sua personale e sottilmente polemica risposta alla leggerezza soave del Correggio nella sua sofisticatissima decorazione di Fontanellato.
Nel 1524 la Camera venne infatti chiusa incorporandola nella zona di clausura del convento e se ne perse velocemente la memoria, rimanendo pressoché ignota per più di due secoli.
Non la conosceva Vasari ma neppure, un secolo più tardi, Scannelli, l'appassionato esegeta dell'arte del Correggio che non avrebbe, altrimenti, mancato di elogiarla. Questa mancanza influenzò per secoli il modo di vedere l'arte del Correggio la cui fortuna sarebbe stata ben maggiore e sostanzialmente diversa se gli affreschi di San Paolo fossero stati accessibili. Comunque, la prima fonte che li ricorda li attribuisce con certezza al Correggio dimostrando che, in città, non se ne ignorava l'esistenza. Infatti così li cita nel suo diario manoscritto, l'ingegnere Smeraldo Smeraldi, chiamato, il primo agosto del 1598, a prendere visione di alcuni lavori di miglioria che si erano resi necessari nel monastero. Occorre invece attendere quasi un secolo per trovare una nuova menzione scritta della Camera di San Paolo, a stampa, questa volta, nel Viaggio pittorico di Giacomo Barri (Venezia, 1671). Ed è soltanto, nel 1774, grazie a Anton Raphael Mengs, che la decorazione fu pienamente riscoperta. A Parma gli incisori e i critici fecero a gara per rendere omaggio a questo capolavoro dimenticato. Fra i tanti testi che da allora innanzi lo elogiarono le pagine di Ireneo Affò restano ancor'oggi insuperate.
Nonostante l'iconografia degli affreschi abbia interessato studiosi quali Erwin Panofsky (che dedicò gli ultimi anni della sua attività proprio a quest'opera), Ernst Gombrich o Maurizio Calvesi, il senso recondito di questo capolavoro del rinascimento ha eluso fino ad oggi le “oscure glosse” dei critici e attende ancora di essere pienamente spiegato.

## Descrizione

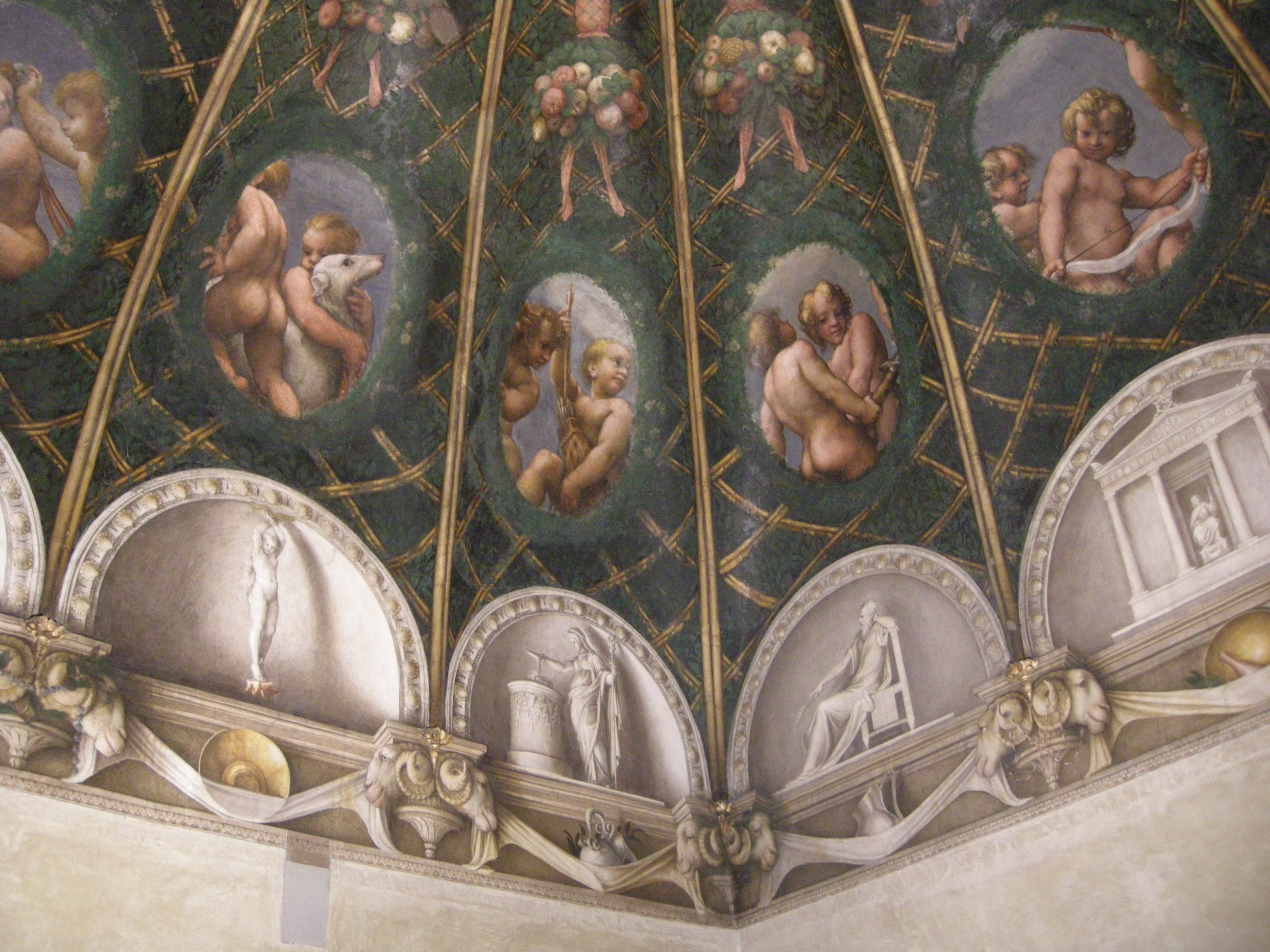
Veduta

La camera faceva originariamente parte di un complesso di sei ambienti, che costituivano l'appartamento personale della badessa Giovanna da Piacenza. La funzione di questo ambiente in particolare non è nota: forse studiolo, forse sala di rappresentanza o forse, a giudicare dalle stoviglie incluse nella decorazione, a sala da pranzo.
A base pressoché quadrata (circa 7x6,95 m), la camera è coperta da una volta a ombrello di gusto tardo gotico, realizzata nel 1514 da Giorgio da Erba, e originariamente presentava arazzi alle pareti.
La volta vuole imitare un pergolato aperto sul cielo, trasformando quindi l'ambiente interno in un giardino illusorio. I costoloni della volta, delimitati da nervature che simulano canne di bambu, dividono ciascun spicchio in quattro zone, corrispondenti a una parete.

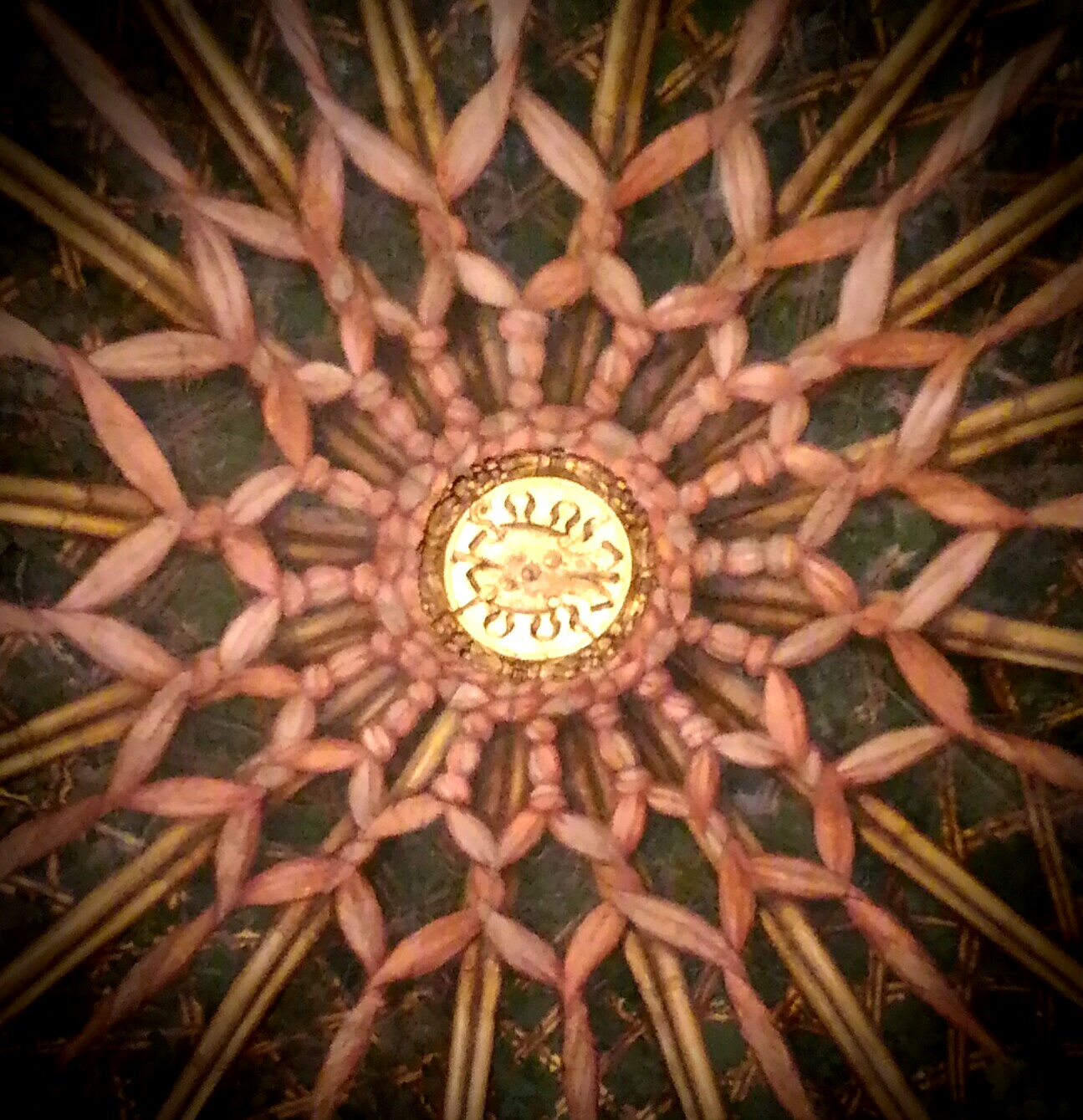
Stemma della badessa Giovanna da Piacenza

Al centro della volta si trova lo stemma della badessa, composto da tre lune falcate chiamate Crescenti, in stucco dorato, attorno al quale l'artista ideò un sistema di fasce rosa artisticamente annodate, a cui sono legate dei festoni vegetali, uno per settore.
Lo sfondo è un finto pergolato, che ricorda e sviluppa i temi della Camera degli Sposi di Mantegna e della Sala delle Asse di Leonardo. Ciascun festone termina in un'apertura ovale dove, sullo sfondo di un cielo sereno, si affacciano gruppi di puttini. In basso poi, lungo le pareti, si trovano lunette che simulano nicchie contenenti statue, realizzate con uno straordinario effetto a trompe-l'œil studiando l'illuminazione reale della stanza. La fascia più bassa infine simula peducci con arieti, ai quali sono appesi teli di lino tesi, sostenenti vari oggetti (piatti, vasi, brocche, peltri...), altro brano di virtuosismo.
Sulla cappa del camino, infine, Correggio dipinse la dea Diana su un cocchio tirato da cervi.

### Il camino

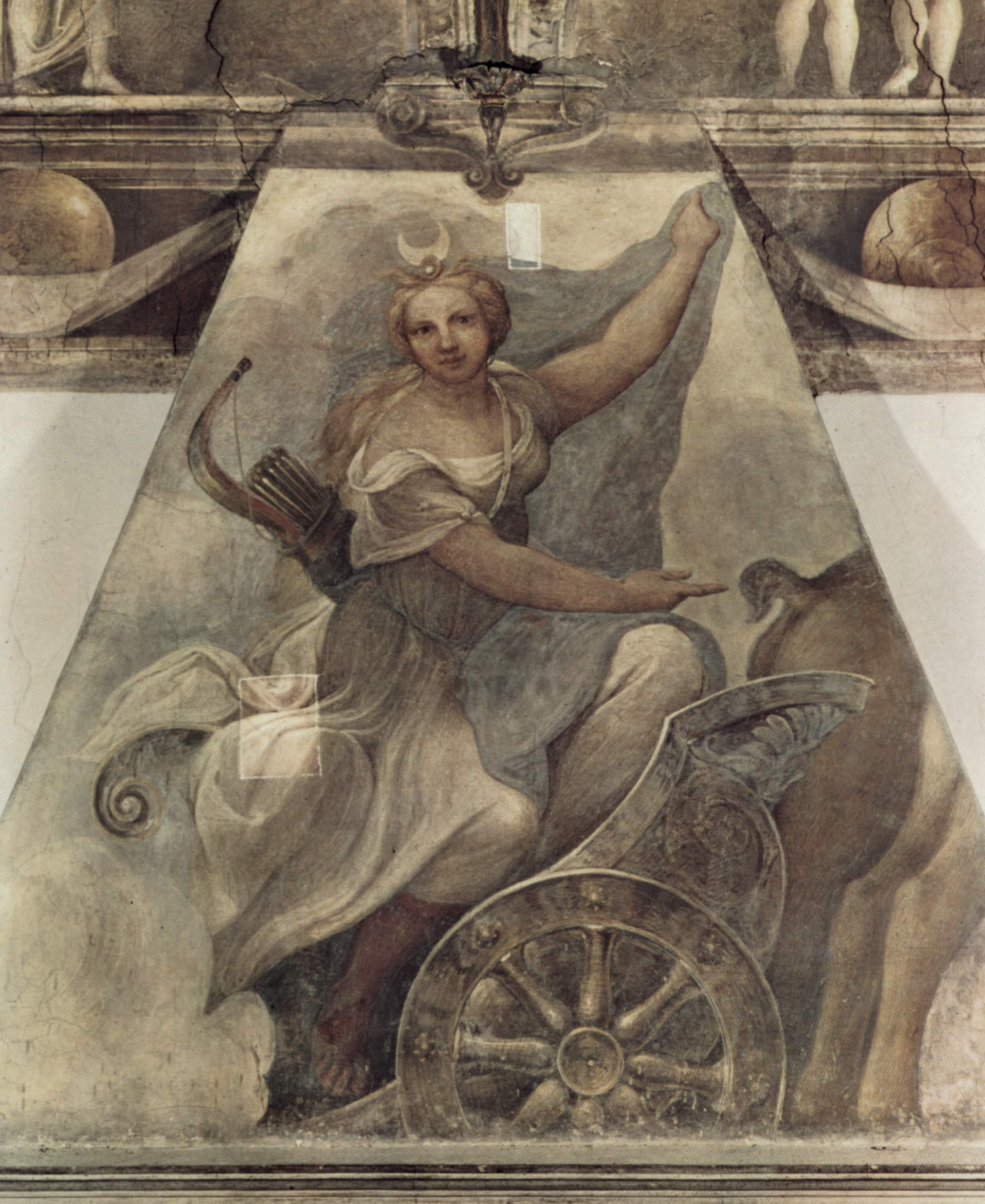
Il camino con la dea Diana che porta sul capo la mezzaluna che richiama lo stemma della Badessa

La dea Diana, dea della caccia e dalla luna, è su un cocchio trainato da cervi (esclusi dal dipinto ad eccezione di alcune zampe) ed armata di arco e frecce. Il nome della dea della Castità e della Caccia si lega a quello della committente (Giovanna-Gianna-Giana-Diana) e ne esalta le qualità virginali. Lo stemma della badessa conteneva inoltre tre falci di luna, a rimarcarne il legame con la dea.
Diana è sul cocchio e afferra un drappo compiendo il gesto ambivalente di coprire o svelare qualcosa, forse l'intera volta. Rivolge allo spettatore uno sguardo intenso: essa è il punto di inizio e di fine dell'intera decorazione pittorica. A essa si riferiscono i putti che si affacciano negli ovali, portando armi e trofei di caccia.
Sull'architrave del camino si trova incisa una frase latina: IGNEM GLADIO NE FODIAS, ovverosia "Non disturbare la fiamma con la spada". Si tratta di una frase di estrazione classica che si riallaccia alle contese della badessa con l'autorità ecclesiastica, ribadendo la propria indipendenza a fronte della volontà di soffocare quel centro umanistico della sua cerchia ristabilendo una più rigida clausura.
Sul carattere "lunare" della decorazione scrisse una pagina Gombrich: "[Vi sono] alcune prove collaterali che, secondo me, rafforzano l'ipotesi "lunatica". Una di queste è la grande profusione di conchiglie e di corni. Le conchiglie sono un prodotto della Luna e si formano in mare quando la Luna è in fase crescente, e Pan soffia in una conchiglia. In quanto ai corni, oltre a quelli che spuntano sulle teste d'ariete appese sotto le nicchie, ci sono anche quelli in forma di cornucopia che costituiscono gli attributi di tre dei personaggi. Gli oggetti metallici appesi sotto le nicchie ricordano il frastuono rituale che, secondo Vitruvio e altri autori, si otteneva percuotendo vasi metallici durante le eclissi di Luna. Spero infine che non mi consideriate troppo frivolo se mi permetto di ricordarvi che ancor oggi chiamiamo lunette (termine già in uso nel Rinascimento) le nicchie di questa forma".

### Il fregio

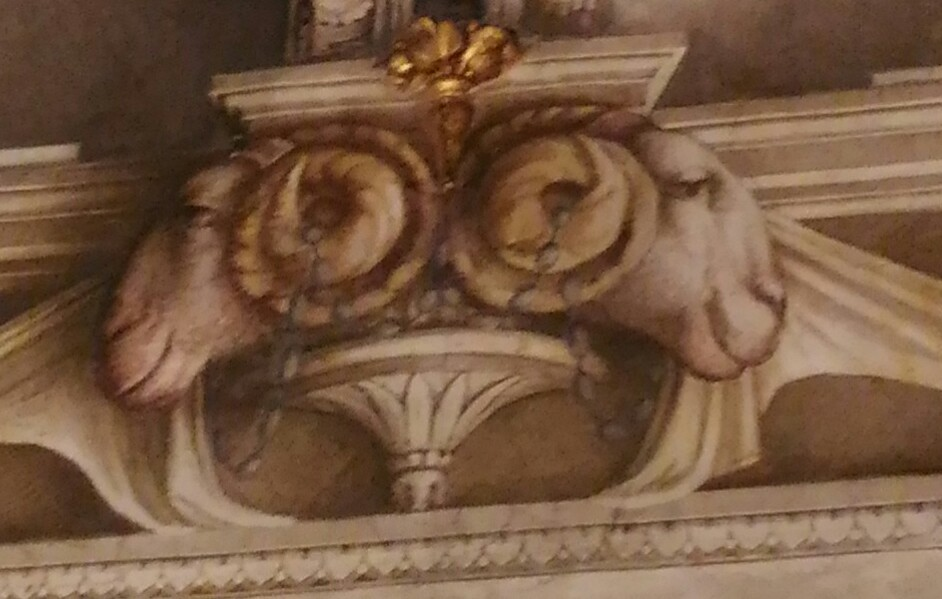
Particolare del fregio

Il fregio alla base della volta mostra, come si è accennato, peducci con arieti ingioiellati, tra i quali sono tesi dei lembi di lino in cui sono appoggiate stoviglie e suppellettili all'antica. I piatti e le brocche via via rappresentati sono stati messi in relazione con le figure soprastanti per una lettura alchemica.
Le bande continue rimandano al liber linteus che richiama il tema del convito. Gli arieti rimandano probabilmente al segno dell'Ariete, il primo della primavera. Inoltre ricorda i sacri recinti dei suovetaurilia, con le teste degli animali sacrificali appese.

### Le lunette

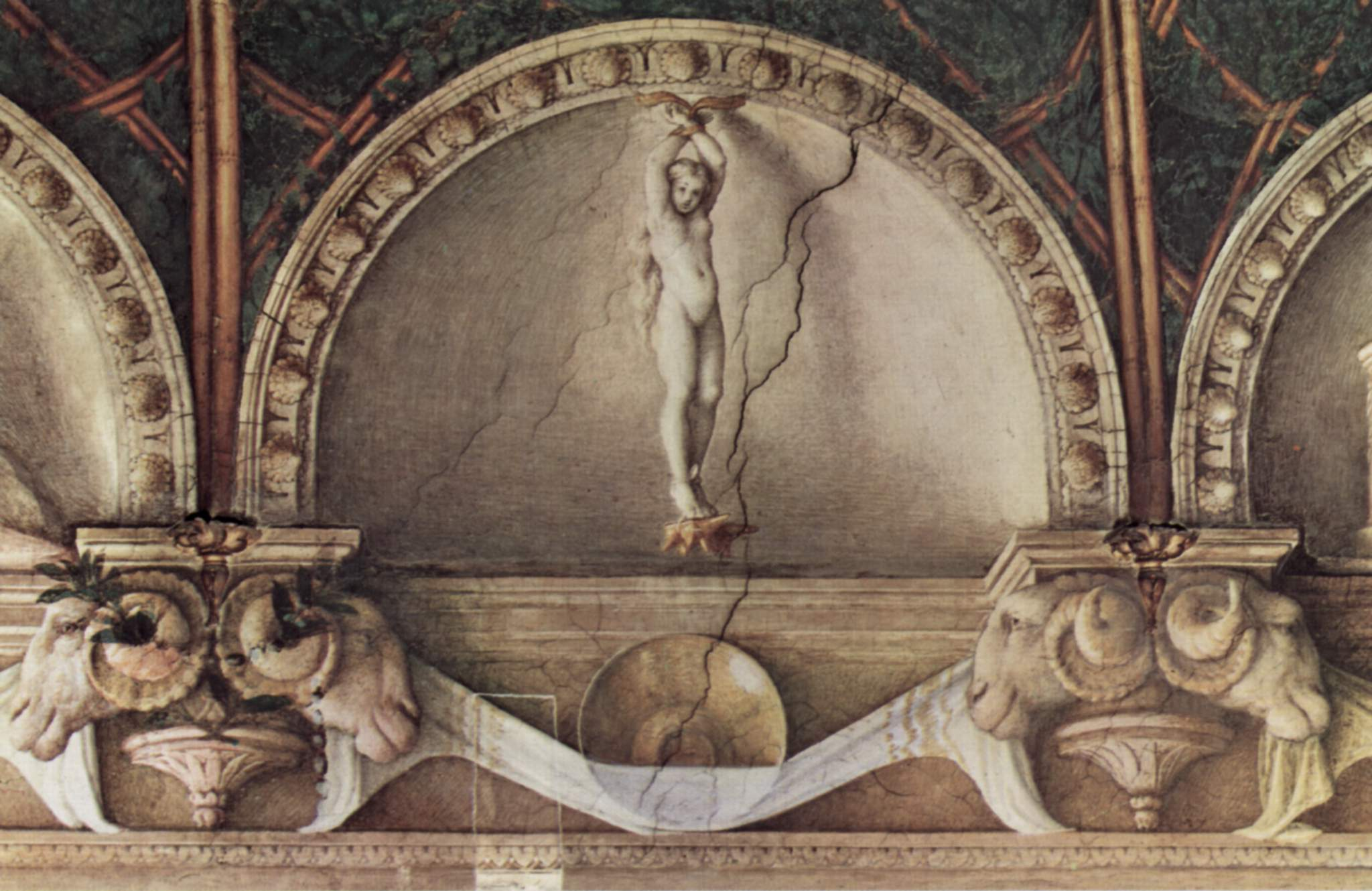
Giunone punita

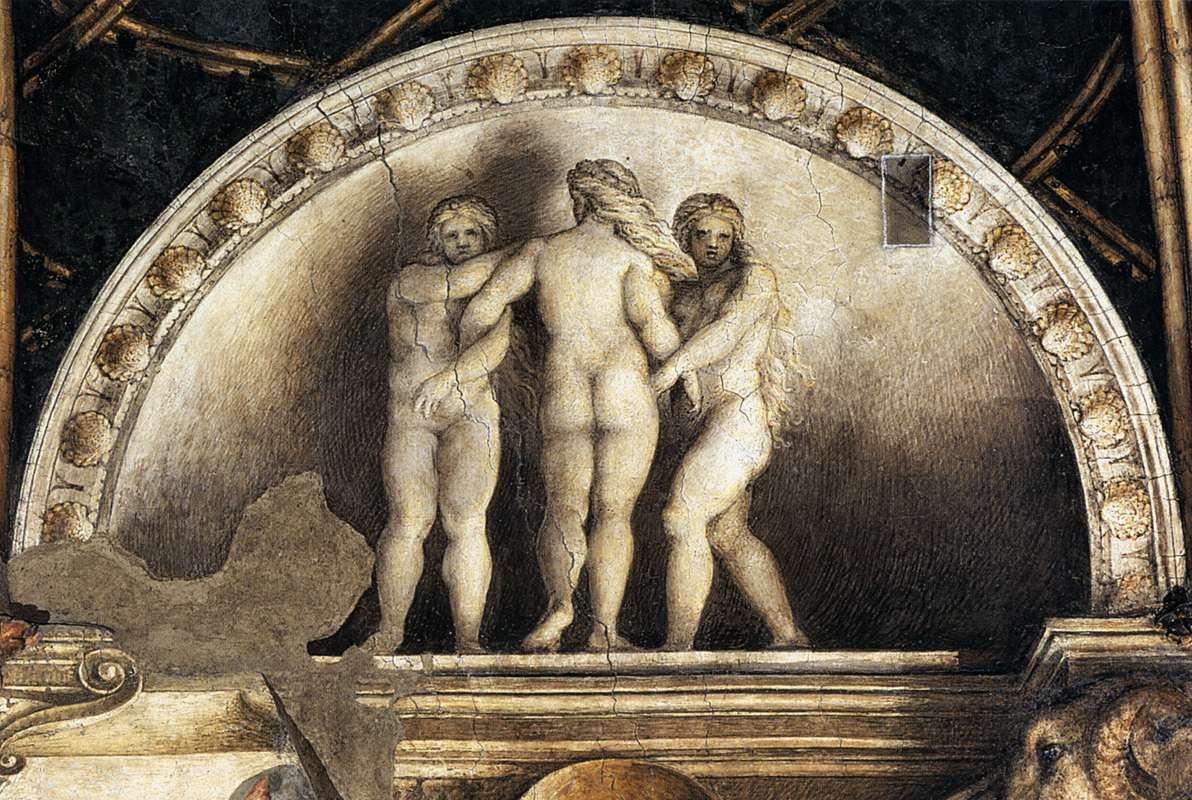
Le Tre Grazie

Il contenuto filosofico/letterario della decorazione della Camera si sviluppò soprattutto nella serie composte da divinità olimpiche e immagini simboliche monocrome. Simulano nicchie bordate di conchiglie riverse. Si tratta di un complicato insieme che è stato spiegato in vari modi dagli studiosi, con interpretazioni anche discordi.
Sulla parete del camino (nord) si incontrano, da sinistra:
- Fortuna o Nemesi
- Minerva o Bellona o Venus armata
- Le tre Grazie (i tre componenti dell'opera)
- Apollo o Adone o la Virtus

La parete seguente (est) mostra:
- Genius (Acqua o Fuoco)
- Africa (Terra)
- Giunone castigata (Aria)
- Vesta (Fuoco o Acqua)

Seguono (sud):
- Saturno o Vertumno o un filosofo
- Serapide o Ananke o il tempio di Giove
- Le tre Parche (le tre fasi dell'opera)
- Giove fanciullo o Paride o Ino con Bacco fanciullo o Rea Silvia

L'ultima parete (ovest) infine:
- Diana lucifera o Venere o Cerere
- Satiro o Pan o Caos
- Purezza o Speranza o la Castità
- Virgo pregnans (Castità)

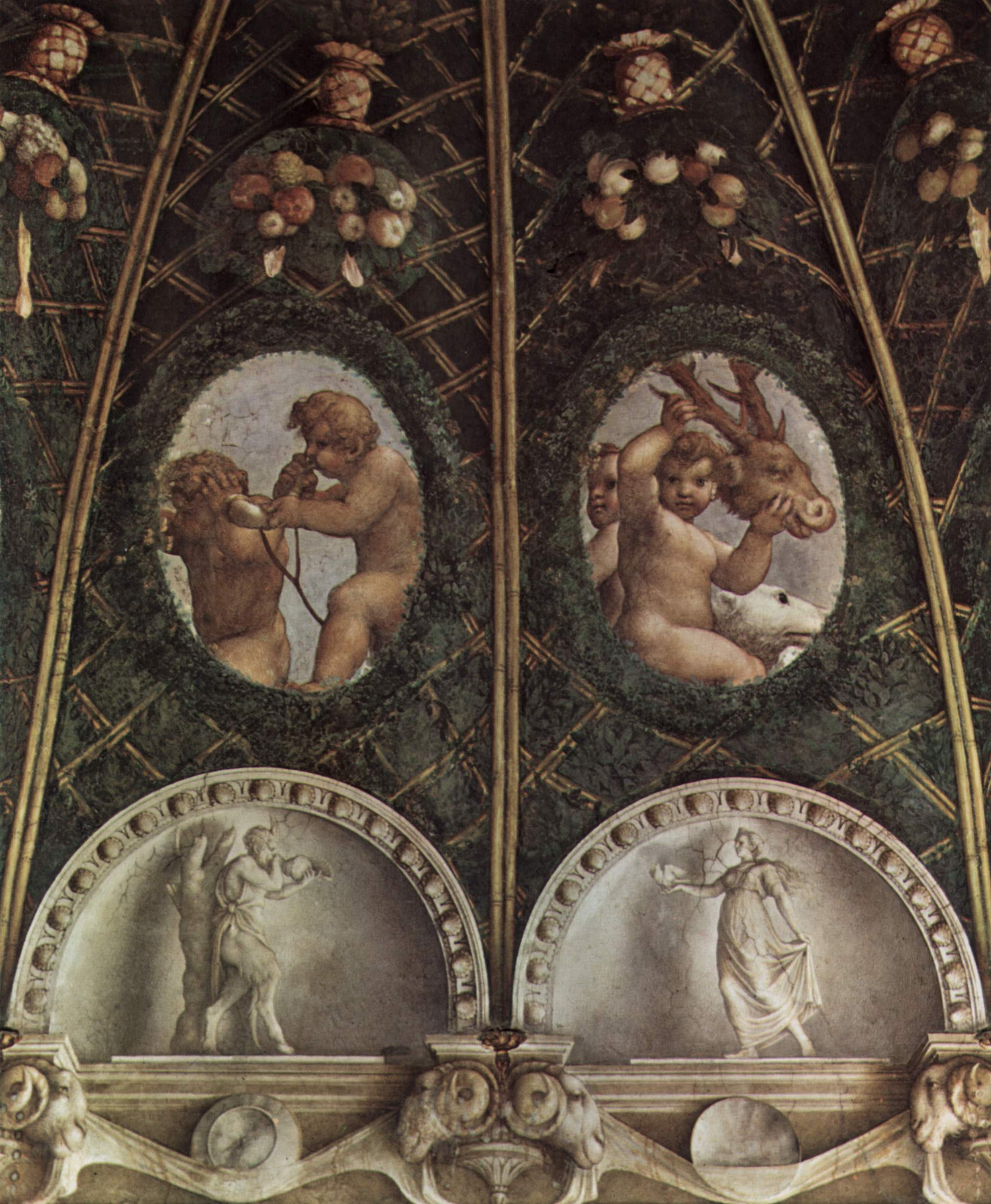
Veduta

Esistono precise corrispondenze simmetriche lungo le diagonali, passando quindi sempre attraverso il centro: la più evidente è quella delle tre figure (tre Grazie/tre Parche), da cui si sono mosse le letture di tutte le altre.
Secondo Panofsky il concetto base della decorazione è la rappresentazione delle virtù della badessa (la "speculum morale"), seguito dai quattro elementi ("speculum naturale") e dalle divinità ("speculum doctrinale"). Altre letture sono un'allegoria della caccia (Corrado Ricci, Roberto Longhi), l'evoluzione della vita sociale e individuale (Barilli) o un riferimento alle imprese pitagoriche della badessa (Guizzoni). Forse la badessa voleva qui mettere alla prova i propri ospiti in una sorta di locus dissertationis, dove le varie corrispondenze erano oggetto di decifrazioni e spunto di dissertazione.
L'illuminazione delle lunette dal basso proietta l'ombra delle figure sullo sfondo della finta nicchia, creando una perfetta illusione di profondità. Gli illustri personaggi mitologici delle lunette sono spiati nella loro più innocente e semplice umanità: le Parche, a cui spetta il compito severo di tessere e tagliare i destini degli uomini, sono tre fanciulle dolcissime intente a lavorare un sottilissimo filo trasparente; Giunone, appesa con pesanti incudini d'oro legate ai suoi piedi, è poco più che un'adolescente spaventata che guarda impaurita verso l'osservatore. Niente dell'archeologismo accademico che aveva informato la decorazione di Alessandro Araldi nella stanza adiacente a questa, e niente del solenne dialogo con l'Antico che caratterizzava l'elegante linguaggio del Sanzio sopravvive in questi monocromi di “cera fumante”, in queste figure morbide e tremolanti, fatte di “moto” e “fiato”.

### I putti
Sedici sono gli ovali con putti che si affacciano su uno sfondo celeste, uno per spicchio. Essi portano vari oggetti legati soprattutto alla caccia e collegati, secondo le letture di Panofsky e Frazzi, alle lunette sottostanti. Così i putti sopra la Virgo pregnans reggono una ghirlanda vegetale, simbolo di verginità, quelli sopra la terra uno scudo con la maschera di Medusa, che pietrifica, quindi simbolo di roccia, oppure quelli sopra il serapeo hanno un arco che ha la forma di giogo, da intendere forse come guida dei destini. Quelli sopra la Virtus si sporgono fuori dall'ovale e cercano di afferrare qualcosa, forse l'Occasio, l'occasione fortunata.
I putti delle lunette sono collegati fra loro da molteplici rimandi narrativi e ad uno che suona il corno in un ovato corrisponde il suo compagno nell'ovato adiacente che, infastidito dalla musica, fa il gesto di turarsi le orecchie. Pur esibendo virtuosistici contrapposti e scorci altrettanto sapienti, questi putti mantengono intatta tutta la freschezza propria dei giochi infantili, dei piccoli dispetti e della soave e “smaliziata ilarità” dei trastulli.

## Note

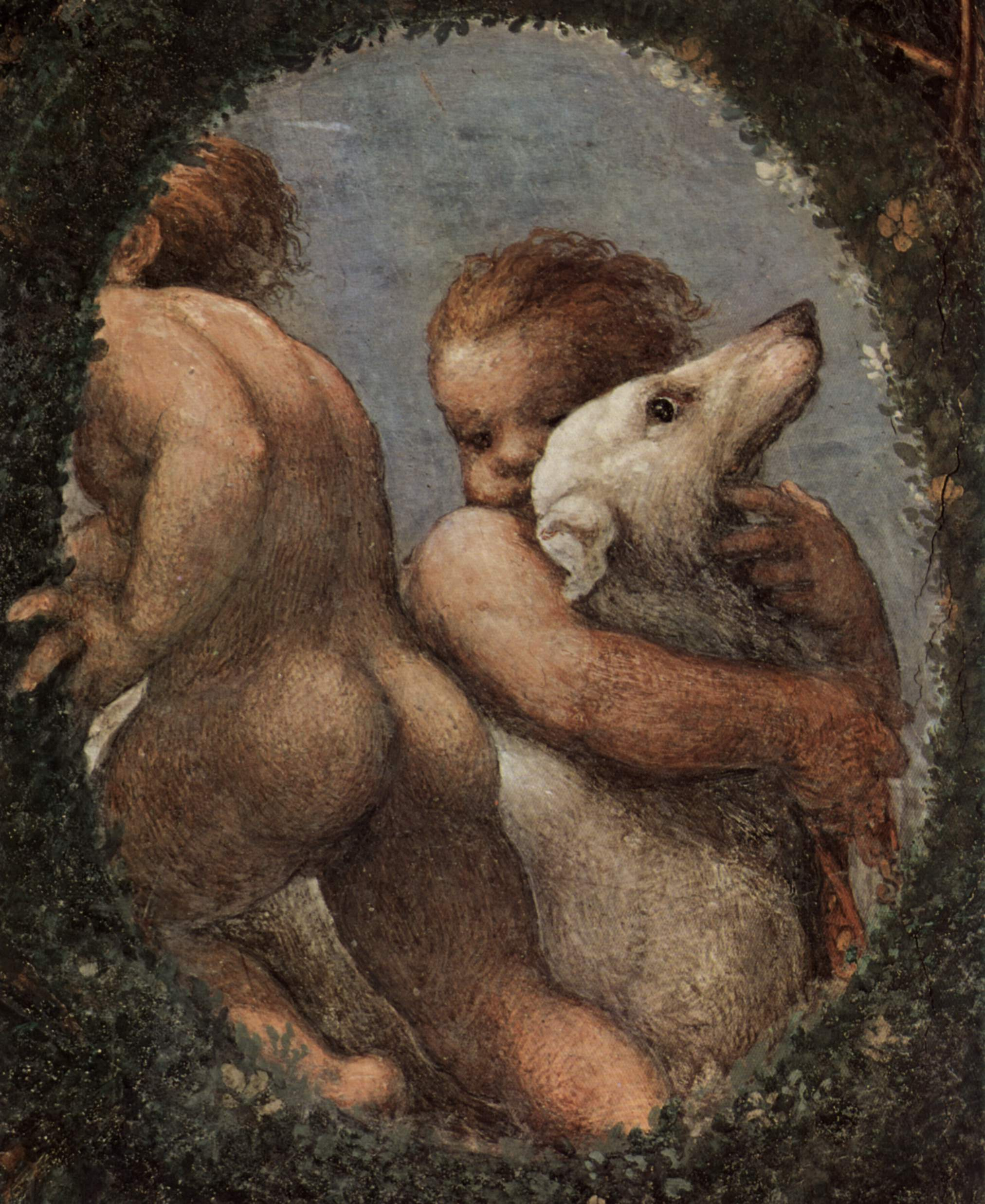
Un putto della parete est